# Паркер, Андреа
Андре́а Николь Па́ркер (англ. Andrea Parker, родилась 8 марта, 1970 в Монтерей, Калифорния, США) — американская актриса, известная по ролям в «Притворщике», Лидии в шоу «Клава, давай!» и Джейн в «Отчаянных домохозяйках».

## Биография
Андреа — коренная калифорнийка, самая старшая в семье из четырёх детей. В возрасте 6 лет она стала заниматься балетом, посвящая тренировкам целые дни. Выступала с балетной программой в Нью-Йорке, Сан-Франциско, Кливленде. Тяжелая работа была вознаграждена, когда в 15 лет она присоединилась к труппе балета Сан-Франциско, вместе с которой выступала в Метрополитэн Опера Хаус. Вернувшись через три года в Калифорнию, Андреа начала карьеру как современная танцовщица, появляющаяся в видео и коммерческих шоу, демонстрациях мод. Потом закончила пятилетнее обучение актёрскому мастерству.

## Карьера
В 1988 году получила первую роль в фильме под названием «Губы напрокат», в котором выступала по большей части как танцовщица. В последующий год она также принимала участие в проектах как танцовщица, среди которых была комедия «Земные девушки легко доступны» и сериал «Женаты… с детьми». В 1992 году появилась в эпизоде сериала «Сайнфелд», а также сыграла в комедии «Голая правда». Андреа играла на сцене, появлялась в эпизодических ролях в таких сериалах и фильмах, как «Приключения Бриско Каунти-младшего», «Как в кино», «Эллен», «Она написала убийство». В 1994 году появилась в сериале «Скорая помощь» в роли Линды Фаррелл, в котором снялась в 10 эпизодах. В 1995 году получила роль в сериале «Военно-юридическая служба», в котором снималась с 1995 по 2001 года. Но наибольшую известность принес сериал Притворщик, в котором Андреа проработала 4 года. В 2002 году актриса получила роль истеричной эгоистки Лидии Уэстон в комедийном сериале «Клава, давай!».

## Избранная фильмография
| Год       |   | Русское название                   | Оригинальное название                | Роль                              |
| --------- | - | ---------------------------------- | ------------------------------------ | --------------------------------- |
| 1988      | ф | Губы напрокат                      | Rented Lips                          | Танцовщица                        |
| 1989      | с | Женаты… с детьми                   | Married with Children                | Танцовщица                        |
| 1992      | ф | Голая правда                       | Naked Truth                          | Мисс Франц                        |
| 1992      | с | Сайнфелд                           | Seinfeld                             | Медсестра                         |
| 1993      | с | Голова Германа                     | Herman's Head                        | Хитер                             |
| 1993      | с | Приключения Бриско Каунти-младшего | The Adventures of Brisco County Jr.  | Рита Авнет                        |
| 1994      | ф | Картина смерти                     | Brush with Death                     | Коллин                            |
| 1994      | с | Эллен                              | Эллен                                | Джоанна                           |
| 1995      | с | Как в кино                         | Как в кино                           | Dream On                          |
| 1994—1995 | с | Скорая помощь                      | ER                                   | Линда Фаррелл                     |
| 1995—2001 | с | Военно-юридическая служба          | JAG                                  | Лейтенант Кейтлин Пайк            |
| 1996      | с | Она написала убийство              | Murder, She Wrote                    | Энн Ларкин                        |
| 1996—2000 | с | Притворщик                         | Pretender                            | Мисс Паркер                       |
| 2000      | ф | Delicate Instruments               | Delicate Instruments                 | Доктор Энн Харпер                 |
| 2001      | ф | Притворщик: 2001                   | Pretender 2001                       | Мисс Паркер/Кэтрин Паркер         |
| 2001      | ф | Притворщик: Остров призраков       | The Pretender: Island of the Haunted | Мисс Паркер                       |
| 2002      | с | Первый понедельник                 | First Monday                         | Агент ФБР Доусон                  |
| 2002—2006 | с | Клава, давай!                      | Less Than Perfect                    | Лидия Уэстон                      |
| 2005      | с | Секреты на кухне                   | Kitchen Confidential                 | Сюзи                              |
| 2006      | с | Помоги мне, помоги себе            | Help Me Help You                     | Криста                            |
| 2008      | с | Менталист                          | The Mentalist                        | Энн Мейер                         |
| 2009      | с | Меня зовут Эрл                     | My Name is Earl                      |                                   |
| 2009      | с | Место преступления: Майами         | CSI: Miamil                          | Эллисон Баргесс                   |
| 2011      | с | Форс-мажоры                        | Suits                                | Тори                              |
| 2011—2012 | с | Отчаянные домохозяйки              | Desperate Housewives                 | Джейн Карлсон                     |
| 2011—2017 | с | Милые обманщицы                    | Pretty Little Liars                  | Джессика ДиЛаурентис / Мэри Дрейк |
| 2012      | ф | Красивые люди                      | Beautiful People                     | Роберта                           |
| 2012      | с | Общее дело                         | Common Law                           | Лора                              |
| 2014—2015 | с | Красные браслеты                   | Red Band Society                     | Сара Содерс                       |